# Discografía de Dinah Jane
La cantante estadounidense Dinah Jane ha lanzado dos extended plays (EPs), 14 sencillos y tres sencillos promocionales. En 2012, Jane audicionó en solitario para la segunda temporada de la serie de competición The X Factor. Después de ser eliminada como solista, fue llamada para regresar a la competencia junto con otras cuatro chicas para formar el grupo femenino Fifth Harmony. El grupo lanzaría tres álbumes: Reflection (2015), 7/27 (2016) y Fifth Harmony (2017) y un extended play (EP) Better Together.
La primera canción de Jane fuera del grupo fue "Boom Boom", junto al productor RedOne, el cantante Daddy Yankee y el rapero French Montana, lanzada en octubre de 2017.Después de la separación del grupo, Jane lanzó su sencillo debut titulado "Bottled Up" el 21 de septiembre de 2018, que contó con las participaciones de los cantantes estadounidenses Marc E. Bassy y Ty Dolla Sign.El vídeo musical fue lanzado en noviembre. Lanzó su debut EP Dinah Jane 1, el 19 de abril de 2019, y el sencillo principal "Heard It All Before" fue lanzado el mismo día junto con un video musical.Durante mayo y julio, Jane lanzó las canciones "Retrograde" y "SZNS", esta última junto al rapero estadounidense A Boogie wit da Hoodie. Lanzó dos sencillos promocionales en marzo, "1501" y "Lottery". El sencillo "Missed a Spot" fue lanzado el 2 de abril, casi dos meses después de su fecha de lanzamiento inicial, el Día de San Valentín.
Después de un descanso de tres años, Jane lanzó el sencillo "Ya Ya" el 22 de agosto de 2023; su video musical resalta las raíces polinesias de la cantante. Fue seguido por las colaboraciones "Falling in Love" con JKing en septiembre y "Sway (Remix)" con Myshaan en febrero de 2024. Jane colaboró con su excompañera del grupo Ally Brooke en un cover de "Have Yourself a Merry Little Christmas", lanzada el 1 de diciembre como una canción del EP navideño de Brooke, Under the Tree. Entre mayo, julio y agosto de 2024, Jane lanzó los sencillos "Ocean Song", "Road Less Travelled" y "Let's Go" (con Young Go y JKing). El 25 de agosto, Jane anunció su segundo EP, titulado Juice County Volume 1, que fue lanzado el 30 de agosto.

## Extended plays
| Título                | Detalles |
| --------------------- | --- |
| Dinah Jane 1          | - Fecha de lanzamiento: 19 de abril de 2019 - Discográfica: Hitco, Craft Recordings - Formatos: Descarga digital, streaming |
| JUICE COUNTY VOLUME 1 | - Fecha de lanzamiento: 30 de agosto de 2024 - Discográfica: Slash Studios - Formatos: Descarga digital, streaming          |

## Sencillos
Sencillos como artista principal
| 2017                                                                        | «Boom Boom» (con RedOne, Daddy Yankee y French Montana)    | 50 | 24 | —  | 170 | 33 | —  | 90 | Sin álbum             |
| 2018                                                                        | «Bottled Up» (con Ty Dolla Sign y Marc E. Bassy)           | —  | —  | 28 | —   | —  | 13 | —  | Sin álbum             |
| 2019                                                                        | «Heard It All Before»                                      | —  | —  | —  | —   | —  | —  | —  | Dinah Jane 1          |
| 2019                                                                        | «Retrograde»                                               | —  | —  | —  | —   | —  | —  | —  | Sin álbum             |
| 2019                                                                        | «SZNS» (con A Boogie Wit Da Hoodie)                        | —  | —  | —  | —   | —  | —  | —  | Sin álbum             |
| 2020                                                                        | «Missed a Spot»                                            | —  | —  | —  | —   | —  | —  | —  | Sin álbum             |
| 2023                                                                        | "Ya Ya"                                                    | —  | —  | —  | —   | —  | —  | —  | JUICE COUNTY VOLUME 1 |
| 2023                                                                        | "Falling In Love" (con JKing)                              | —  | —  | —  | —   | —  | —  | —  | TBA                   |
| 2023                                                                        | "Have Yourself a Merry Little Christmas" (con Ally Brooke) | —  | —  | —  | —   | —  | —  | —  | Under the Tree        |
| 2024                                                                        | "Sway (Remix)" (con Myshaan)                               |    |    |    |     |    |    |    | Sin álbum             |
| 2024                                                                        | "Another Lifetime" (con Rose on the Moon)                  |    |    |    |     |    |    |    | TBA                   |
| 2024                                                                        | "Ocean Song"                                               |    |    |    |     |    |    |    | JUICE COUNTY VOLUME 1 |
| 2024                                                                        | "Road Less Traveled"                                       |    |    |    |     |    |    |    | JUICE COUNTY VOLUME 1 |
| 2024                                                                        | "Let's Go"                                                 |    |    |    |     |    |    |    | JUICE COUNTY VOLUME 1 |
| "—" denota que el sencillo no se lanzó o no se posicionó en ese territorio. |                                                            |    |    |    |     |    |    |    |                       |

### Sencillos promocionales
| Año  | Título                      | Álbum     |
| ---- | --------------------------- | --------- |
| 2011 | «Dancing Like a White Girl» | Sin álbum |
| 2019 | «Retrograde»                | Sin álbum |
| 2020 | «Lottery»                   | Sin álbum |
| 2020 | «1501»                      | Sin álbum |